# Vysoké Vršatce
Vysoké Vršatce jsou geomorfologická část podcelku Vršatské bradla v pohoří Bílé Karpaty. Rozprostírají se v severní části pohoří, přibližně 15 km západně od Púchova.

## Polohopis
Území se nachází v severní polovině pohoří Bílé Karpaty a zabírá západní část podcelku Vršatské bradlá. Má podlouhlý tvar severo-jižní orientace a leží tu obce Krivoklát, Vršatské Podhradie, Červený Kameň a Lednica. Vysoké Vršatce sousedí převážně s částmi Bílých Karpat, jen na jižním okraji se nachází Považské podolie s podcelkem Bielokarpatské podhorie. Západně navazují Bílé Karpaty podcelkem Kobylináč, východně leží Podvršatská brázda a jihovýchodně Vršatské predhorie, obě geomorfologické části podcelku Vršatské bradlá.
Převážná část Bílých Karpat patří do povodí Váhu a jihovýchodním směrem do řeky Váh směřují i všechny potoky z této oblasti. Nejvýznamnější jsou od jihu Krivoklátský potok, Tovarský potok a Lednica. Všechna sídla na území Vysokých Vršatců jsou přístupná silnicemi III. třídy, odbočujícími ze silnice II/507 (Púchov - Nemšová).

## Chráněná území
Tato část pohoří leží kromě malé části na východním okraji, celá na území Chráněné krajinné oblasti Bílé Karpaty. Nacházejí se zde i zvláště chráněné území, a to přírodní památka Lednické skalky, Krivoklátske lúky a Krivoklátská tiesňava, přírodní rezervace Lednické bradlo, Červenokamenské bradlo, Vršatské hradné bralo a Drieňová.

## Turismus
Západní část Vršatských bradel je nejatraktivnější částí Bílých Karpat. Turisty vyhledávané jsou skalnatá bradla, ruiny hradů Lednica, Vršatecký hrad, či jiné oblasti vzácné přírody.

### Vybrané vrcholy
- Chmeľová (925 m n. m.)
- Chotuč (795 m n. m.)
- Červený kameň (641 m n. m.)
- Kamenná hora (633 m n. m.)
- Drieňová (626 m n. m.)

### Značené trasy
- po  zeleně značené trase:
  - z Bolešova do sedla Bílý vrch
  - z Pruského do sedla Chotuč
  - z Lednické Rovne přes Lednicu do obce Zubák
- po  modro značeném chodníku z Púchova přes Lednicu, Červený Kameň a Vršatské Podhradie na rozc. Brezová, kaple
- po  žlutě značeném chodníku z Červeného Kameňa na rozcestí Vršatec, chata [2]